# Huli (lud)
Huli – lud papuaski żyjący w Papui-Nowej Gwinei, na rozległym terenie prowincji Southern Highlands. Według spisu ludności z 2011 r. ich liczebność wynosi blisko 250 tys. osób. Posługują się językiem huli z postulowanej rodziny transnowogwinejskiej. Dzielą się na klany (hamigini) i podklany (hamigini emene). Wyznają chrześcijaństwo (protestantyzm) oraz wierzenia tradycyjne.